# Бісмокліт
Бісмоклі́т — оксихлорид бісмуту.
Назва — за хім складом.

## Загальний опис
Хімічна формула: 2[BiOCl]. Містить (%): Bi2О3 — 89,41; Cl — 13,67.
Сингонія тетрагональна.
Густина 7,36.
Твердість 2—3.
Форми виділення: дрібні лускуваті кристали або щільні землисті маси.
Спайність досконала.
Кремово-білий, сіруватий, жовтувато-коричневий. Просвічує в дрібних зернах.
Вторинний мінерал, який утворюється при зміні бісмутину або самородного бісмуту.
Асоціює з ярозитом, алунітом, церуситом, бісмутином, йодаргіритом.